# Aleixo V Ducas
Aleixo V Ducas (grego: Ἀλέξιος Δούκας ; c.  1140 - dezembro de 1204), na grafia latinizada Aleixo V Ducas, foi imperador bizantino de 5 de fevereiro a 12 de abril de 1204, pouco antes do saque de Constantinopla pelos participantes da Quarta Cruzada. Seu nome de família era Ducas, mas ele também era conhecido pelo apelido de Murtzuflo (Μούρτζουφλος ), referindo-se a sobrancelhas espessas e salientes ou a um personagem taciturno e sombrio. Ele alcançou o poder por meio de um golpe no palácio, matando seus antecessores no processo. Embora ele tenha feito vigorosas tentativas de defender Constantinopla do exército dos cruzados, seus esforços militares se mostraram ineficazes. Suas ações conquistaram o apoio da massa da população, mas ele alienou a elite da cidade. Após a queda, saque e ocupação da cidade, Aleixo V foi cegado por outro ex-imperador e mais tarde executado pelo novo regime latino. Ele foi o último imperador bizantino a governar em Constantinopla até a recaptura bizantina de Constantinopla em 1261.

## Origens e Personalidade
Embora possua o sobrenome usado por uma importante família aristocrática bizantina, pouco se sabe com certeza a respeito da ancestralidade de Aleixo Ducas Murtzuflo. O nobre clã Ducas não era o único Ducas, pois o sobrenome também era usado por muitas famílias de origens humildes. Alegou-se que Aleixo Ducas era tataraneto do imperador Aleixo I Comneno (r . 1081–1118) na linha feminina (descendência cognática). Isso não é improvável, já que todos os outros imperadores bizantinos e a maioria dos usurpadores do período tinham uma conexão com a antiga casa imperial dos Comnenos, seja por descendência ou casamento. Uma teoria mais precisa foi proposta, que ele era filho de um Isaac Ducas, e era primo de segundo grau de Aleixo IV Ângelo (r . 1203-1204). Uma carta enviada ao Papa Inocêncio III afirmava que Aleixo Ducas Murtzuflo era "uma parente de sangue" de Aleixo IV Ângelo.
O historiador contemporâneo Nicetas Coniates foi demitido do cargo como logóteta do secreto por Murtzuflo. Sua avaliação do caráter do imperador pode, portanto, ser tendenciosa; Entretanto, Coniates admite que ele era extremamente inteligente por natureza, embora arrogante em seus modos e lascivo.

## Intrigas políticas e usurpação

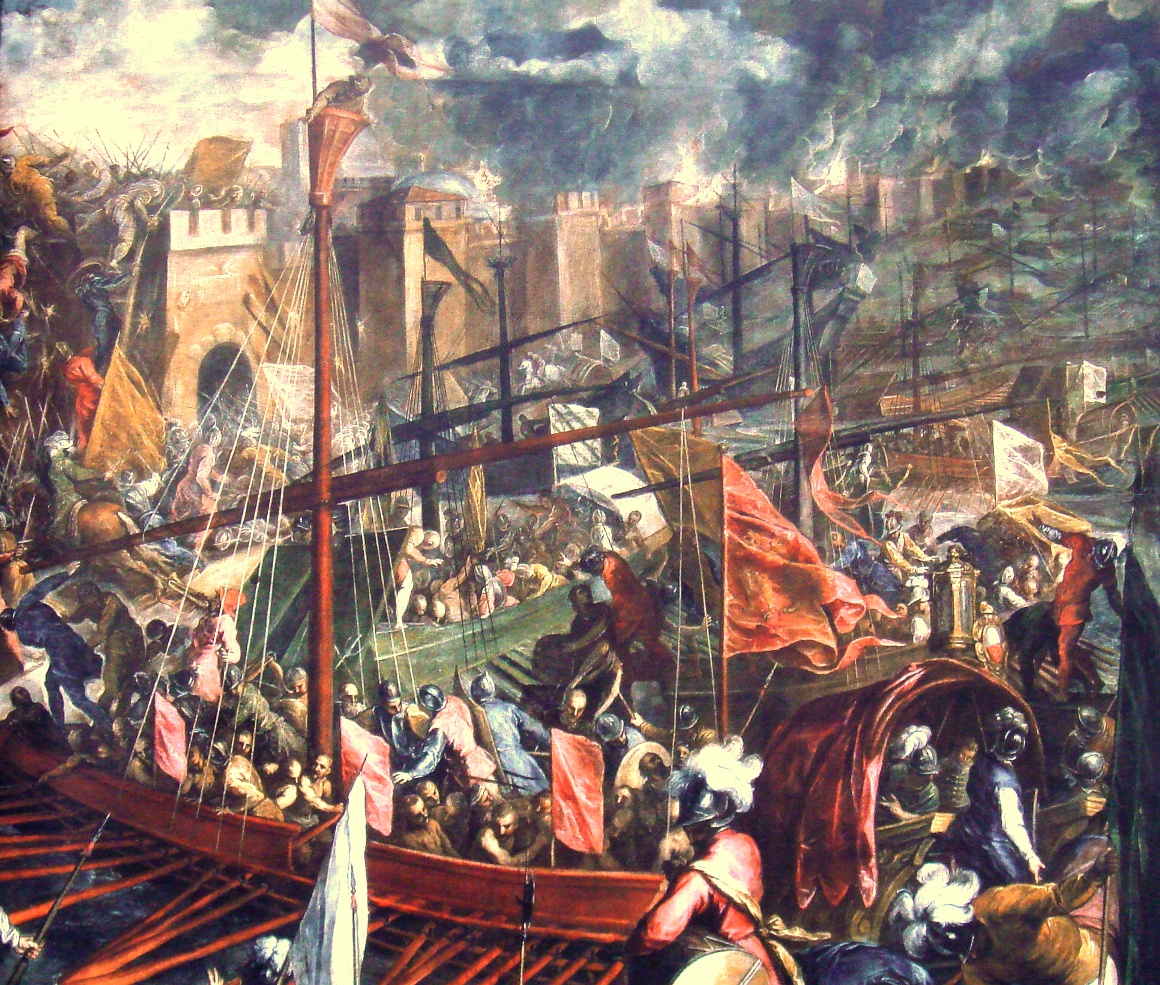
O cerco de Constantinopla em 1204, por Palma il Giovane

A participação de Aleixo Ducas Murtzuflo na tentativa de derrubada de Aleixo III Ângelo (r.1195-1203) por João Comneno, o Gordo em 1200, levou à sua prisão. Murtzuflo provavelmente foi preso de 1201 até a restauração ao trono de Isaac II Ângelo (r. 1185–1195, 1203–1204), irmão e predecessor de Aleixo III. Isaac II, junto com seu filho Aleixo IV Ângelo, foram restaurados ao trono por meio da intervenção dos líderes da Quarta Cruzada em julho de 1203. Na libertação, Murtzuflo foi investido com o cargo de protovestiário (chefe das finanças imperiais). Ele havia se casado duas vezes, mas supostamente era amante de Eudócia Angelina, filha de Aleixo III.
No início de 1204, Isaac II e Aleixo IV haviam inspirado pouca confiança entre o povo de Constantinopla com seus esforços para proteger a cidade dos cruzados latinos e de seus venezianos aliados, e os cidadãos estavam ficando inquietos. Os cruzados também estavam perdendo a paciência com os imperadores; eles se revoltaram e atearam fogo na cidade quando o dinheiro e a ajuda prometidos por Aleixo IV não chegaram. Os incêndios afetaram cerca de um sexto da área de Constantinopla e podem ter deixado até um terço da população desabrigada; o deslocamento e o desespero dos afetados eventualmente minaram a vontade do povo de resistir aos cruzados. Aleixo Ducas Murtzuflo emergiu como um líder do movimento antilatino na cidade. Ele ganhou a aprovação da população por seu valor ao liderar um ataque aos latinos em "Trypetos Lithos"; nesse confronto sua montaria tropeçou e ele teria sido morto ou capturado se um bando de jovens arqueiros da cidade não o defendesse.
Os cidadãos de Constantinopla se rebelaram no final de janeiro de 1204 e, no caos, um nobre de outra forma obscuro chamado Nicolau Canabo foi aclamado imperador, embora não estivesse disposto a aceitar a coroa. Os dois coimperadores se barricaram no Palácio de Blaquerna e confiaram a Murtzuflo a missão de pedir ajuda aos cruzados, ou pelo menos eles o informaram de suas intenções. Em vez de entrar em contato com os cruzados, Murtzuflo, na noite de 28-29 de janeiro de 1204, usou seu acesso ao palácio para subornar os "portadores do machado" (a guarda Varegue), e com seu apoio prendam os imperadores. Coniates afirma que Murtzuflo, ao subornar os guardas, teve a ajuda de um eunuco com acesso ao tesouro imperial. O apoio dos varegues parece ter sido de grande importância para o sucesso do golpe, embora Murtzuflo também tenha contado com a ajuda de seus parentes e associados. O jovem Aleixo IV acabou estrangulado na prisão; enquanto seu pai Isaac, enfraquecido e cego, morreu por volta da época do golpe, sua morte foi atribuída a medo, tristeza ou maus-tratos. Canabo foi inicialmente poupado e ofereceu um cargo a Aleixo V na administração, mas este recusou e Canabo fugiu, tomando refúgio em Santa Sofia; ele foi removido à força e morto nos degraus da catedral.

## Imperador

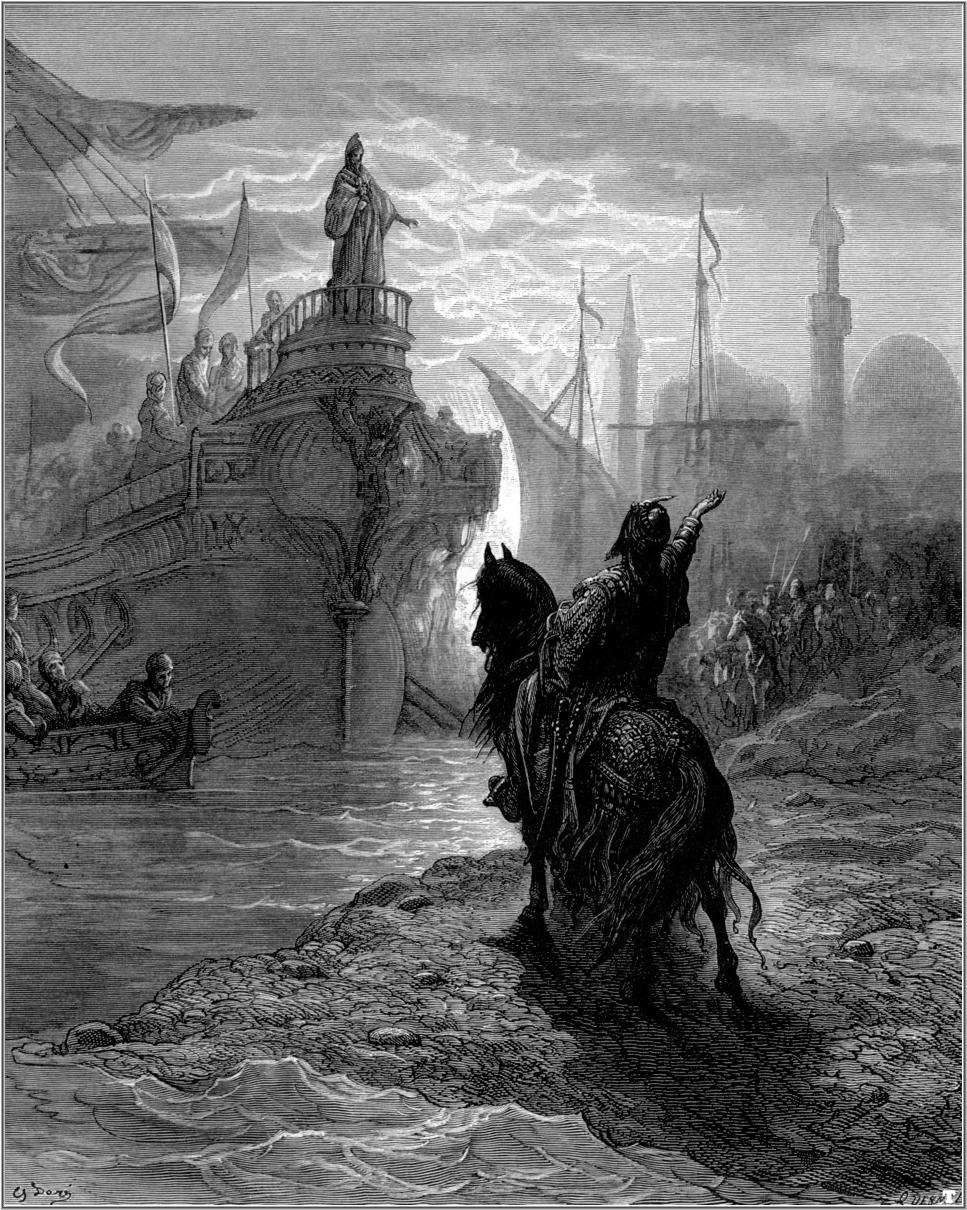
Aleixo V negociando com o Doge Enrico Dandolo, por Gustave Doré

O momento da morte dos imperadores depostos e de Canabo, e sua relação com a coroação de Aleixo V são problemáticos. Aleixo V parece ter sido aclamado imperador já na noite em que agiu contra os co-imperadores Ângelos. Hendrickx e Matzukis sugerem que Aleixo V assumiu a insígnia imperial imediatamente, mas foi coroado mais tarde, possivelmente em 5 de fevereiro. Vendo o tesouro vazio, o novo imperador confiscou dinheiro da aristocracia e altos funcionários para uso público. Essas ações tornaram Aleixo V querido pelos cidadãos, mas alienaram seus parentes e outros apoiadores proeminentes. Uma vez no controle firme, Aleixo V fechou os portões da cidade para os cruzados e fortaleceu as muralhas. Com a espada na mão, ele liderou ataques em surtidas feitas contra os cruzados em busca de suprimentos. Em 2 de fevereiro, Henrique de Flandres levou uma parte do exército dos cruzados para Fileia, a fim de obter suprimentos alimentares. Ao retornar para Constantinopla, Aleixo V atacou sua retaguarda. Os bizantinos foram derrotados e o estandarte imperial e um importante ícone da Virgem (a Panagia Nikopoios) foram capturados. Os bizantinos perderam alguns de seus melhores soldados no confronto, e Aleixo V teve sorte de escapar com vida. Mais ou menos nessa época, Aleixo V tentou destruir a frota dos cruzados com navios de fogo, mas sem sucesso.
A perda do ícone, tradicionalmente visto como uma personificação física da proteção divina para a cidade, foi um golpe psicológico severo. Sua posse pelos cruzados convenceu muitos da população de Constantinopla de que a vitória dos ocidentais fora agora sancionada divinamente, como punição pelos pecados dos bizantinos.
Em 8 de fevereiro, Aleixo V encontrou-se com o Doge de Veneza, Enrico Dandolo, para negociações de paz. As condições exigidas pelo veneziano, no entanto, eram muito duras para os bizantinos considerarem. Coniates afirma que a reunião foi encerrada por um ataque repentino da cavalaria cruzada a Aleixo V e sua comitiva, o imperador escapando por pouco da captura. De acordo com Coniates, Aleixo IV foi morto no mesmo dia; a insistência dos cruzados para que ele fosse restaurado ao trono pode ter precipitado sua morte. Quando a notícia da morte de Aleixo IV chegou aos cruzados, as relações entre eles e Aleixo V pioraram ainda mais. A expulsão forçada de todos os latinos residentes em Constantinopla em março parece ter sido o ponto de inflexão que levou os cruzados a começarem a negociar ativamente entre si a respeito da divisão do Império Bizantino. Eles também começaram a se preparar para o ataque final à cidade, que ocorreu no mês seguinte.

## A queda de Constantinopla, fuga e morte

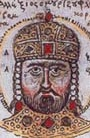
Aleixo V Ducas, de um manuscrito bizantino do século XV

Os defensores de Constantinopla resistiram a um ataque dos cruzados em 9 de abril. O segundo ataque dos cruzados, três dias depois, no entanto, foi forte demais para ser repelido. Rompendo as paredes perto do Portão de Pétria, os cruzados entraram na cidade e saquearam o Palácio de Blaquerna. Aleixo V tentou reunir o povo em defesa da cidade, mas sem sucesso. Aleixo V embarcou em um barco de pesca e fugiu da cidade em direção à Trácia na noite de 12 de abril de 1204, acompanhado por Eudócia Angelina e sua mãe Eufrósine Ducena Camaterina. Em Santa Sofia Constantino Láscaris foi aclamado como imperador, mas não conseguindo persuadir os varegues a continuar a luta, nas primeiras horas de 13 de abril ele também fugiu, deixando Constantinopla sob o controle dos cruzados.
Aleixo V e seus companheiros finalmente chegaram a Mosinópolis, que havia sido ocupada pelo imperador deposto Aleixo III Ângelo e seus seguidores. No início foram bem recebidos, com Aleixo V se casando com Eudócia Angelina. Mais tarde, porém, Aleixo III providenciou para que seu novo genro fosse feito cativo e cego, tornando-o inelegível para o trono imperial. Tendo sido abandonado por seus apoiadores e por seu sogro, Aleixo V foi capturado perto de Mosinópolis, ou possivelmente na Anatólia, pelos latinos que avançavam sob Teodorico de Loos em novembro de 1204. Em seu retorno a Constantinopla como prisioneiro, Aleixo V foi julgado por traição contra Aleixo IV. Em seu julgamento, o ex-imperador cego argumentou que foi Aleixo IV quem cometeu traição ao seu país, com a intenção de convidar os cruzados a entrar em Constantinopla em força. Ao ser condenado, ele foi executado por novos meios: ele foi lançado para a morte do topo da Coluna de Teodósio. O novo regime latino estrangeiro de conquistadores em Constantinopla pode ter visto o julgamento público e a execução do homem que assassinou o último "imperador legítimo" como uma forma de lançar uma aura de legitimidade sobre si mesmos. Aleixo V foi o último imperador bizantino a reinar em Constantinopla antes do estabelecimento do Império Latino, que controlou a cidade pelos 57 anos seguintes, até que foi recuperada pelo imperador de Niceia Miguel VIII Paleólogo em 1261.